# Nusalala erecta
Nusalala erecta is een insect uit de familie van de bruine gaasvliegen (Hemerobiidae), die tot de orde netvleugeligen (Neuroptera) behoort. 
Nusalala erecta is voor het eerst wetenschappelijk beschreven door Navás in 1913.